# 佟养正
佟养正（？—1608年），又名佟养政，字子忠，号蒙泉，女真人，辽东都司定辽中卫（今辽宁省辽阳市）人，明朝万历年间的武将，曾参加过壬辰战争。

## 生平
佟养正出生于辽阳，万历八年（1580年）中武进士。壬辰战争期间，为宽奠副总兵都指挥使，曾驻守朝鲜义顺馆、平壤等地方，负责押运粮草，复作战有功，升神枢营副将、后军都督佥事。万历二十四年（1596年），因行贿被参，革职之后又纳粮赎罪。根据出土的佟养正与夫人王氏的墓志残片推断，大约在万历三十六年（1608年）去世。

## 家庭
- 曾祖父佟棠。
- 祖父佟恩。
- 父亲佟登，明朝总兵。
- 妻王氏。
- 子佟鹤年，明朝将领。后佟鹤年打算投降后金，又杀害明军士兵，以首级冒功，被辽东经略熊廷弼斩首[6]。
- 孙佟国祚，为明朝陕西固原游击，叛明逃往后金[7]。

## 引用
1. ↑  《象村稿》卷38《天朝先后出兵来援志》:“佟养正，字子忠，号蒙泉，辽东卫人。万历庚辰武进士。壬辰之初出大兵也，以钦差分守辽东宽奠等处副总兵官、都指挥使。”
2. ↑  《朝鲜李朝实录中的中国史料》卷26：“宽奠堡副总兵都指挥佟养正来到义顺馆。”
3. ↑  《明诰封龙虎将军都督佥事蒙泉佟公与夫人王氏合葬墓志》：“倭奴蹂躏朝鲜，公奉调守鸭绿江口……率部卒建墩台，凿濠堑，计月而成一天险矣。且造战车、铅铁子、麻牌之类以供军用，运米万余、草百万余朝鲜，以佐军饷。及深入平壤，公应援，率其旅若林，一鼓而成，擒者无数，倭宵遁义州镇。勒碑志功，晋阶神枢营副将后军都督佥事，复加俸二级。”
4. ↑  《大明神宗实录》卷300万历二十四年八月：“巡视京营户科给事中程绍等题参原任京营副将任自强，神枢营副将佟养正，五军营副将施朝卿，保定游击胡泽，山海关参将杨元，俱行法司究勘，以为行贿营迁之戒，章下兵部。”
5. ↑  《象村稿》卷38《天朝先后出兵来援志》：“后以事革职，丁酉，纳米赎罪出来。”
6. ↑  《万历野获编》卷19《台省》：“熊之冈中丞在辽东时，有沈阳参将佟鹤年者，即虏族也，亦报级不实，熊先已具得其实，即挈佟并马至战场，遇地坟起处发之，则皆我战士无首尸也，其数不可胜计。熊即于马上褫佟下，就地綑打一百收监。随亦奏闻正罪，则又不待上命，竟自以军法行谴矣。”
7. ↑  《大明神宗实录》卷578万历四十七年正月：“援将佟国祚以叛逃。先是陕西固原游击佟国祚领兵援辽，于万历四十六年九月二十八日师次昌平，国祚闻伊父原任总兵鹤年降奴，遂萌叛志，绐各官领兵先行，至二十九日又诡称家人佟六汉亡，即差牢役邵进忠等分投追赶，国祚遂得只身轻骑脱逃以去……上命捕治之。”